# Azmin Azram Abdul Aziz
Đây là một tên người Mã Lai. Theo tập quán Mã Lai, tên gọi hay được sử dụng hơn. Tên gọi của người này là Azmin Azram .
Azmin Azram Abdul Aziz (sinh ngày 1 tháng 4 năm 1976) là một cựu cầu thủ bóng đá người Malaysia hiện đang là huấn luyện viên thủ môn của câu lạc bộ Công an Hà Nội tại Giải bóng đá Vô địch Quốc gia Việt Nam. Ông đã từng đại diện cho 4 đội bóng của bang và một câu lạc bộ trong sự nghiệp của mình. Bên cạnh đó, ông cũng đại diện cho đội tuyển Malaysia từ năm 1998 đến năm 2004.

## Sự nghiệp thi đấu

### Trẻ
Azmin bắt đầu sự nghiệp tại đội trẻ của câu lạc bộ Kuala Lumpur FA.

### Quốc tế
Năm 2002, Azmin gọi được triệu tập lên đội tuyển Malaysia, chuẩn bị cho trận đấu giao hữu quốc tế với đội bóng đã từng năm lần vô địch World Cup, Brasil. Ông được lựa chọn trong đội hình xuất phát, đối đầu với các ngôi sao của Brasil, như Ronaldo và Ronaldinho.
Ông được dẫn dắt bởi cựu thủ môn Malaysia, Abdul Rashid Hassan và Lim Chuan Chin. Dưới sự dẫn dắt của bộ đôi này, Azmin đã trở thành sự lựa chọn số 1 trong khung gỗ của Malaysia từ năm 2002 đến năm 2004 trước khi vị trí của anh được nhường lại cho Mohd Syamsuri Mustafa.

### Giải nghệ
Ở tuổi 30, ông đã quyết định giải nghệ sau khi dính chấn thương đầu gối.

## Sự nghiệp huấn luyện viên
Kể từ đó, ông trở thành huấn luyện viên thủ môn và tuyển trạch viên tài năng tại Hội đồng thể thao quốc gia của Malaysia.

## Danh hiệu
Kuala Lumpur
- Cúp FA Malaysia: 1993, 1994, 1999

Selangor
- Liga Perdana 1: 2000
- Cúp FA Malaysia: 2001
- Cúp Malaysia: 2002

Pahang
- Giải vô địch bóng đá Malaysia: 2005

Malaysia
- Á quân Giải bóng đá Merdeka: 2000